# Aleksandr Kutickij
Aleksandr Olegovič Kutickij (in russo Александр Олегович Кутицкий?; Mosca, 1º gennaio 2002) è un calciatore russo, difensore della Dinamo Mosca.

## Carriera

### Club
Cresciuto nel settore giovanile della Dinamo Mosca, debutta in prima squadra il 20 febbraio 2020 in occasione del match di Kubok Rossii vinto 2-0 contro lo Spartak Mosca.

### Nazionale
Ha giocato nella nazionale russa Under-21.

## Statistiche

### Presenze e reti nei club
Statistiche aggiornate al 2 ottobre 2021.
| Stagione        | Squadra         | Campionato      | Campionato | Campionato | Coppe nazionali | Coppe nazionali | Coppe nazionali | Coppe continentali | Coppe continentali | Coppe continentali | Altre coppe | Altre coppe | Altre coppe | Totale | Totale |
| Stagione        | Squadra         | Comp            | Pres       | Reti       | Comp            | Pres            | Reti            | Comp               | Pres               | Reti               | Comp        | Pres        | Reti        | Pres   | Reti   |
| --------------- | --------------- | --------------- | ---------- | ---------- | --------------- | --------------- | --------------- | ------------------ | ------------------ | ------------------ | ----------- | ----------- | ----------- | ------ | ------ |
| 2020-2021       | Dinamo-2 Mosca  | 2D              | 16         | 1          |                 | -               | -               |                    | -                  | -                  |             | -           | -           | 16     | 1      |
| 2021-2022       | Dinamo-2 Mosca  | 2D              | 5          | 0          |                 | -               | -               |                    | -                  | -                  |             | -           | -           | 5      | 0      |
| 2020-2021       | Dinamo Mosca    | PL              | 0          | 0          | CR              | 1               | 0               |                    | -                  | -                  |             | -           | -           | 1      | 0      |
| 2021-2022       | Dinamo Mosca    | PL              | 4          | 0          | CR              | 2               | 0               |                    | -                  | -                  |             | -           | -           | 6      | 0      |
| Totale carriera | Totale carriera | Totale carriera | 25         | 1          |                 | 3               | 0               |                    | -                  | -                  |             | -           | -           | 28     | 1      |